# Ignacio Aguirrezabala
Ignacio María Aguirrezabala Ibarbia (* 10. Mai 1909 in Bilbao; † 11. September 1979 ebenda), besser bekannt als Chirri II, war ein spanischer Fußballspieler.

## Karriere als Fußballspieler

### Verein
Ignacio Aguirrezabala war der jüngere Bruder von Marcelino Aguirrezabala, der Mitte der 1920er Jahre unter seinem Spitznamen „Chirri“ für Athletic Bilbao spielte. Als Ignacio mit 18 Jahren in den Profikader aufrückte, war er fortan als „Chirri II“ bekannt. Am 4. März 1928 absolvierte er in der Copa del Rey sein erstes Pflichtspiel. Am 24. März 1929 debütierte er im Rahmen einer 3:6-Niederlage gegen Real Unión in der neu gegründeten Primera División und schoss dabei zwei Tore. In den folgenden Jahren war Chirri II nicht mehr aus der Stammformation der Basken wegzudenken. Mit Guillermo Gorostiza, Bata, José Iraragorri und Lafuente bildete er eine legendäre Angriffsreihe. So gewann Bilbao in den Spielzeiten 1929/30 und 1930/31 das Double, in den Jahren 1932 und 1933 den spanischen Pokal, in der Saison 1933/34 noch einmal die Meisterschaft und zwischen 1928 und 1935 insgesamt sieben Mal die Regionalmeisterschaft des Baskenlandes. 1935 entschied Aguirrezabala nach 163 Pflichtspielen und 57 Toren, seine Karriere als Fußballspieler im Alter von nur 26 Jahren zu beenden. Er verfolgte andere Interessen, die seine Fußballbegeisterung übertrafen. Da man im Profifußball zum damaligen Zeitpunkt zudem noch nicht das große Geld verdienen konnte, hatte er mit dem Ingenieurswesen, das er zuvor studiert hatte, bessere Berufsaussichten.
Trotz seines Rücktritts ließ sich Aguirrezabala nach dem Ausbruch des Spanischen Bürgerkrieges überreden, ab 1937 für die Baskische Fußballauswahl zu spielen, mit der er daraufhin in Mexiko und Südamerika auflief. 1938 entsagte er dem Fußball endgültig und ließ sich in Argentinien nieder. Dort arbeitete er im Technikbüro eines Bauunternehmens und gründete eine Familie. 1946 kehrte er nach Bilbao zurück und errichtete seine eigene Baufirma. Er starb am 11. September 1979 im Alter von 70 Jahren in seiner Heimatstadt.

### Nationalmannschaft
Chirri II debütierte am 22. April 1928, nur eineinhalb Monate nach seinem ersten Pflichtspiel für Athletic Bilbao, in der spanischen Nationalmannschaft. Bis 1932 bestritt er insgesamt vier Länderspiele. Nachdem er im Rahmen des Pokalfinales 1933, in dessen Verlauf er nicht zum Einsatz kam, mit einem Spieler von Madrid FC aneinandergeraten war und einen Platzverweis erhalten hatte, wurde er in der Nationalmannschaft für zwei Jahre gesperrt. Auch im Anschluss an die Sperre kam er in der Selección nicht mehr zum Einsatz.

## Erfolge
- Spanischer Meister: 1930, 1931, 1934
- Spanischer Pokalsieger: 1930, 1931, 1932, 1933
- Campeonato de Vizcaya: 1928, 1929, 1931, 1932, 1933, 1934, 1935